# Вика нарбонська
Вика нарбонська, горошок нарбонський (Vicia narbonensis) — вид рослин з родини бобових (Fabaceae), поширений у Середземноморському регіоні й Центральній Азії.

## Опис
Однорічна або дворічна рослина 15–70 см заввишки, від майже голої до волохатої. Листки складні; листочків 4–8, нижні листки з 2–4 листочками, 10–45 × 7–25 мм, дрібно зубчасті, на краю волосисті; прилистки від цілісних до зубчастих; вусики прості або розгалужені. Суцвіття 1–6-квіткові. Чашечка завдовжки 8–13 мм. Віночок пурпуровий або бузковий з кремовим відтінком. Боби лінійно-довгасті із дзьобом, 35–60 × 8–12 мм, трохи горбкуваті, від запушених до голих, 4–7-насіннєві. Період цвітіння: квітень — червень.

## Середовище проживання
Поширений у Середземноморському регіоні й Центральній Азії від Португалії до Казахстану й західних Гімалаїв; росте в порушених та сільськогосподарських угіддях, рідше у відкритих лісах; на висотах від 0 до 2100 метрів.
В Україні вид зростає на схилах пагорбів і узліссях — у Криму.

## Використання
Це звичайна незначна сільськогосподарська культура, яка використовується для поживи людей і тварин у північній Африці та західній Азії.